# Cutty Sark
Cutty Sark är ett brittiskt klipperskepp och ett av världens mest berömda segelfartyg. . Cutty Sark byggdes på Scott & Lintons varv i Dumbarton i Skottland, på beställning av rederiet John Willis & Sons i London, och sjösattes den 22 november 1869, med leverans den 16 februari 1870. Mellan 1870 och 1877 seglade Cutty Sark på tetraden mellan Storbritannien och Kina. Därefter fraktade hon ull från Australien till England.
Fartyget gjorde sin sista resa under brittisk flagg 1894, då hon seglade från Brisbane till London på 84 dagar med en rekordlast av 5 304 ullbalar. Året efter såldes hon till en portugisisk redare som döpte om henne till Ferreira. Under detta namn tjänstgjorde hon i närmare 25 år som fraktfartyg mellan Portugal och dess kolonier i Amerika. I början av 1920-talet köptes skeppet, som då befann sig i mer eller mindre förfallet skick, av den pensionerade engelske sjökaptenen Wilfred Dowman, vilken seglade henne tillbaka till Storbritannien. Följande Dowmans död 1936 överläts hon till den brittiska flottan för att användas som kadettfartyg. 1953 skänktes skeppet till stiftelsen Cutty Sark Preservation Society, och placerades i en specialbyggd torrdocka i stadsdelen Greenwich i London. Fyra år senare öppnades hon formellt för allmänheten i en ceremoni ledd av drottning Elisabeth II.
Den 21 maj 2007 drabbades Cutty Sark av en svår eldsvåda och fick omfattande skador. Branden orsakades av att en industridammsugare glömts kvar påslagen över helgen. Fartygets master och rigg samt vissa träkonstruktioner, inklusive däckshusen och ratten var dock nedmonterade vid tillfället, och undkom därför skada. Efter fem års restaureringsarbete kunde skeppet åter öppnas i maj 2012.

## Galleri

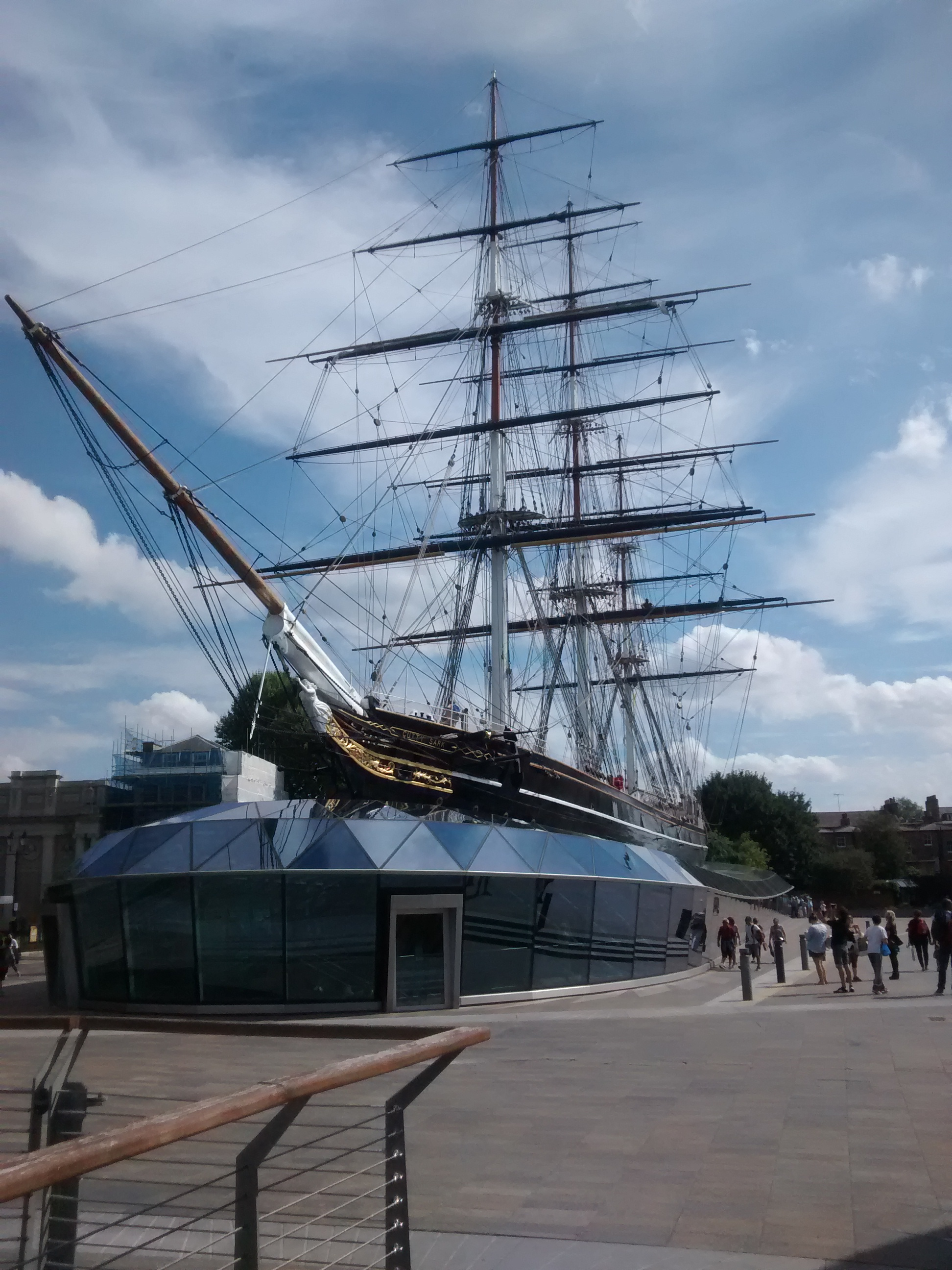
Cutty Sark som museifartyg i Greenwich.
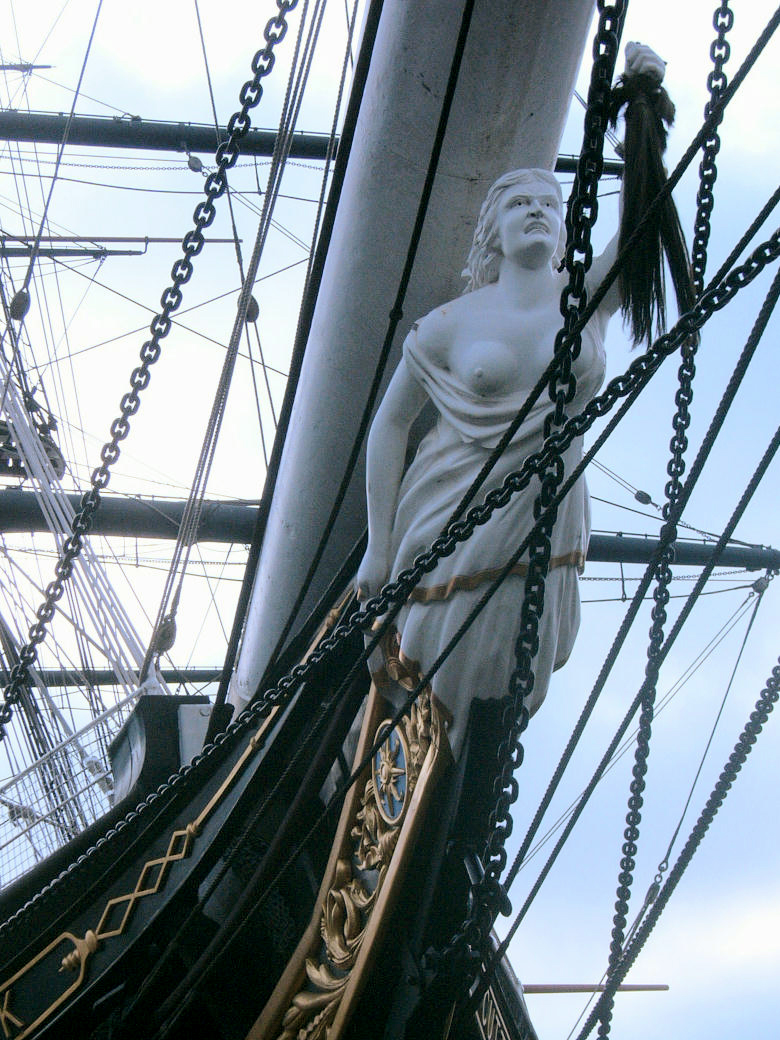
Cutty Sarks galjonsfigur föreställande häxan Nannie från den skotske poeten Robert Burns dikt Tam o' Shanter.